# 迈克·布里顿
迈克尔·詹姆斯·布里顿（英語：Michael James Brittain，1963年6月21日—），美国NBA联盟前职业篮球运动员。他在1985年的NBA选秀中第2轮第5顺位被圣安东尼奥马刺选中。